# デルカ
デルカ（DERUCA）は公営競技投票用の電子マネー。

## 概要
インデックス・ホールディングス子会社のインデックス・ライツにより、2008年3月12日、電子マネーで公営競技の車券が投票できる初めてのサービスとして発表され。4月から立川競輪場で当時重勝式車券の専門サービスであったKドリームス用として導入された。
その後、株式会社ケイドリームスに移管され、2014年同社を楽天が全株式取得により子会社化したことで、楽天グループの一部となった。そのため、楽天ポイントでデルカチャージしての投票が可能である。また、GambooBETや￥JOYなど投票可能なサイトがデルカを前提としたネット投票を構築したため、間接的に楽天ポイントでそれらのサイトやオートレースへの投票が可能となっている。

## 対応サイト
- Rakuten K Dreams - 株式会社ケイドリームスが運営
- GambooBET（ギャンブーベット） - 日本トーターが運営。唯一デルカを用いたオートレース投票が可能で、サイクルテレホンセンターの運営するKEIRIN.jpとも連携している。
- ￥JOY（エンジョイ） - JPF（日本写真判定関連会社）・日刊プロスポーツ新聞社が共同運営
- ケイリン新聞ネット